# Lotus campylocladus
Lotus campylocladus är en ärtväxtart som beskrevs av Philip Barker Webb och Sabin Berthelot. Lotus campylocladus ingår i släktet käringtänder, och familjen ärtväxter. Inga underarter finns listade i Catalogue of Life.